# Quận của tỉnh Orne
3 quận của tỉnh Orne gồm:
1. Quận Alençon, (tỉnh lỵ của tỉnh Orne: Alençon) với 11 tổng và 133 xã. Dân số của quận này là 101.492 người năm 1990, 101.487 người năm 1999, tăng trưởng dân số là 0.0%.
2. Quận Argentan, (quận lỵ: Argentan) với 17 tổng và 226 xã. Dân số của quận này là 120.743 người năm 1990, và 119.446 người năm 1999, tăng trưởng dân số là 1.07%.
3. Quận Mortagne-au-Perche, (quận lỵ: Mortagne-au-Perche) với 12 tổng và 146 xã. Dân số của quận này là 70.969 người năm 1990, và 71.404 người năm 1999, tăng trưởng dân số là 0.61%.